# Tubilandu Ndimbi
Albert Tubilandu Ndimbi (Kinshasa, República Democrática del Congo; 15 de marzo de 1948-17 de junio de 2021) fue un futbolista de la República Democrática del Congo que jugaba como portero. Representó a la selección nacional de Zaire en la Copa Africana de Naciones de 1974, con la que ganó la competición. En el mismo año, participó en la Copa Mundial de la FIFA.
En clubes, jugó en el Vita Club hasta 1989, cuando terminó su carrera.

## Carrera profesional
Apareció en el segundo partido de su selección en la Copa del Mundo de 1974 contra Yugoslavia, cuando Zaire estaba abajo 3-0, entró como sustituto del portero Kazadi Mwamba en el minuto 21. Este fue el primer caso de sustitución de un portero en la Copa del Mundo por cualquier otro motivo que no sea una lesión. Desafortunadamente su primera tarea fue poner el balón fuera de la red después de que Josip Katalinski cabeceara un tiro libre de Ivan Buljan. En esos momentos Yugoslavia estaba 6-0 arriba en el medio tiempo, y finalmente ganó 9-0.
En 1985 todavía jugaba para Zaire y apareció en un partido de clasificación para la Copa Africana de Naciones de 1986 contra la República del Congo en Brazzaville.
Finalmente se retiró del fútbol en 1989 y murió en la Clinique Ngaliema de Kinshasa el 17 de junio de 2021, tras un largo período de enfermedad.